# Gambler (Madonna)
Gambler una canzone della cantante americana Madonna, estrapolata dalla colonna sonora del film Crazy for You. La canzone è stata composta unicamente da Madonna e prodotta da John "Jellybean" Benitez proprio su sua richiesta. È il secondo singolo estratto dalla colonna sonora del film, dopo Crazy for You, ed è stato pubblicato nel settembre 1985 dalla Geffen Records. La versione strumentale della canzone fu usata anche in una puntata della serie tv Miami Vice. Gambler non fu mai pubblicata negli Stati Uniti e il video musicale della canzone mostra alcune scene estratte dal film.
Il testo della canzone è un'affermazione di indipendenza da parte di Madonna, che afferma la sua attitudine nei confronti della vita e si rivolge anche al suo uomo, che secondo lei non sarebbe in grado di capire e di stare al passo con lei. I critici hanno dato pareri diversi sulla canzone che comunque ha avuto un buon successo commerciale, raggiungendo le prime 10 posizioni nelle classifiche di Australia, Belgio, Irlanda, Italia, Paesi Bassi, Norvegia e Regno Unito. Madonna ha eseguito la canzone solo una volta dal vivo, esattamente nel Virgin Tour del 1985 ed è stata inserita nella versione VHS del concerto.

## Descrizione
La parola gambler è riferita ai musicisti e agli appartenenti ad un gruppo musicale ma soprattutto alla dipendenza al gioco delle carte e in ultimo il gambler è il baro professionista del poker.
Musicalmente, Gambler è una canzone dai toni synthpop e da discoteca, contraddistinti dalla presenza percussioni, synth bass e tastiere. Nel testo Madonna afferma la sua indipendenza dagli altri. La canzone ha ricevuto critiche generalmente positive, oltre ad essere stato un successo commerciale in varie nazioni tra cui Italia, Germania, Australia e Regno Unito.
Il singolo Gambler, su richiesta di Madonna alla casa discografica Sire Records, non fu mai pubblicato negli Stati Uniti. È inoltre l'unico singolo a non essere stato pubblicato in nessun album di Madonna, neanche in un greatest hits.
Fu comunque inserito nell'EP La Isla Bonita Super Mix del 1987, prodotto in Giappone e commercializzato anche in altri paesi tra cui l'Italia.
Inoltre è reperibile nel CD singolo Crazy for You, incluso nel box giapponese Madonna - CD Single Collection, comprendente 40 CD singoli di brani pubblicati originariamente tra il 1983 ed il 1996.

## Esecuzioni dal vivo
La canzone è stata cantata dal vivo unicamente durante il Virgin Tour del 1985.

## Tracce
UK/DEU/AUS/NLD 7"
1. Gambler – 3:54
2. Nature of the Beast (Black 'N Blue) – 3:45

UK/NLD 12"
1. Gambler (Extended Dance Mmix) – 5:34
2. Gambler (Instrumental Remix) – 3:55
3. Nature of the Beast (Black 'n Blue) – 3:45

Digital single (2022)
1. Gambler ((7-inch version)) – 3:51
2. Gambler (Extended Dance Mix) – 5:34
3. Gambler (Instrumental Remix) – 3:55

## Successo commerciale
Il singolo ha particolarmente successo in Italia. È infatti il primo singolo di Madonna ad entrare in top 10, superando addirittura Hit mondiali, come Like a Virgin (n.14) e Material Girl (n.18).

## Classifiche
| Classifica (1985–86) | Posizione massima |
| -------------------- | ----------------- |
| Australia            | 10                |
| Belgio               | 10                |
| Paesi Bassi          | 7                 |
| Francia              | 33                |
| Germania             | 25                |
| Irlanda              | 3                 |
| Italia               | 3                 |
| Giappone             | 12                |
| Norvegia             | 9                 |
| Nuova Zelanda        | 45                |
| Svizzera             | 23                |
| Regno Unito          | 4                 |

### Classifiche di fine anno
| Classifica (1985) | Posizione |
| ----------------- | --------- |
| Italia            | 39        |